# Boleslas II le Généreux
Pour les articles homonymes, voir Boleslas et Boleslas II.
Boleslas II le Généreux (Bolesław II Szczodry  audio), également surnommé le Téméraire (Śmiały) ou le Cruel (Okrutny), de la dynastie des Piasts, est né vers 1042 et décédé vers 1081. Duc, puis roi de Pologne, il est le fils aîné de Casimir Ier le Restaurateur et de Maria Dobroniega de Kiev.

## Règne

### Duc de Pologne
En 1058, à la mort de son père, il lui succède sur le trône polonais, ses frères devenant des gouverneurs de province avec une très large autonomie. Il perd la Poméranie qui reprend son indépendance. Le début de son règne coïncide aussi avec l’apparition des premières pièces de monnaie polonaises.
De 1060 à 1063, Boleslas II intervient en Hongrie pour soutenir Béla Ier et son fils, représentants d’une lignée s’opposant au Saint-Empire. En 1061, Béla, aidé par des troupes polonaises, prend le pouvoir en Hongrie, ses rivaux se réfugient dans le Saint-Empire.
En février 1061, le duc Vratislav II monte sur le trône de Bohême. Vratislav II étant un ennemi de Béla, Boleslas encourage les prétendants à la couronne tchèque et arrête de payer le tribut annuel aux Tchèques. En été 1061, il assiège la ville de Hradec (en Moravie) mais il est vaincu et doit battre en retraite.
En 1063, au décès de Béla Ier, Boleslas II revient en Hongrie pour soutenir Géza, le fils de Béla, mais il ne peut rien contre l’intervention musclée du Saint-Empire. La même année, les relations entre la Bohême et la Pologne se réchauffent, Vratislav épousant Świętosława, la sœur de Boleslas.
En 1069, Iziaslav et son épouse Gertrude (fille de Mieszko II) sont renversés à Kiev. Une campagne militaire de Boleslas les remet sur le trône de la Rus' de Kiev.
En 1071, Boleslas attaque à nouveau la Bohême. Le roi Henri IV des Romains demande à arbitrer le conflit à Meissen, mais sa demande est ignorée par Boleslas, les belligérants concluant un armistice sans la médiation du Saint-Empire. En 1072, malgré l’armistice, Boleslas lance une nouvelle attaque contre la Bohême et arrête de payer au Saint-Empire un tribut pour la Silésie.
Le 22 avril 1073, le pape Grégoire VII est élu ; c'est un opposant au Roi Henri IV des Romains et, donc, un allié naturel de la Pologne. Boleslas appliquera la réforme grégorienne dans l’archevêché de Gniezno et entame des négociations pour récupérer la couronne royale. En août 1073, Henri IV déclare la guerre à la Pologne, mais la révolte des Saxons l’empêche de mettre ses projets à exécution. En 1074, Boleslas lâche Iziaslav qui a été chassé par son frère Sviatoslav II et signe un traité avec la Rus' de Kiev pour éviter une guerre sur deux fronts. En Hongrie, la prise du pouvoir par Géza marque l’échec de la politique interventionniste polonaise.
En 1075, une nouvelle révolte, soutenue par Boleslas, oblige Henri IV à se retirer de Saxe. Néanmoins, Henri IV écrasera l'insurrection à la bataille d'Hombourg sur la rivière Unstrut. En 1076, Boleslas, avec son allié russe Vladimir Monomaque, lance une offensive contre Vratislav, le fidèle vassal d’Henri IV, et s’installe à Meissen, précédemment occupée par Vratislav.

### Roi de Pologne
Le soutien apporté au pape dans la querelle des Investitures qui l’oppose à l’empereur du Saint-Empire et les interventions de Boleslas dans les guerres intestines de l’Empire en 1075 et 1076 lui apportent la reconnaissance de Grégoire VII. Ainsi, Boleslas obtient la création d’un évêché à Płock dont Marek devient le premier évêque. Alors qu’en décembre 1076 Henri IV se rend à Canossa en Italie, pour se réconcilier avec le pape Grégoire VII, ce dernier permet à Boleslas de se faire couronner roi le 25 décembre 1076 à la cathédrale de Gniezno.
La couronne envoyée par le pape est le symbole de la renaissance du pays comme membre de la chrétienté occidentale, comme État indépendant et royaume. Le couronnement de Boleslas est ressenti par le Saint-Empire et par les ennemis de la Pologne comme une insulte. À la suite de ce couronnement, Boleslas devra affronter une sérieuse rébellion. Les magnats, adversaires d'un pouvoir monarchique fort, s’opposent à lui à cause des reformes grégoriennes, de sa politique d’indépendance par rapport au Saint-Empire et de son alliance avec la Hongrie.
En avril 1077, à la mort de Géza, Ladislas Ier de Hongrie, le fils de Béla, monte sur le trône hongrois, aidé par les Polonais qui s’opposent aux troupes tchèques soutenant son rival. La même année, à la mort de Sviatoslav, Boleslas intervient dans la Rus' de Kiev et aide de nouveau Iziaslav à reconquérir le trône.

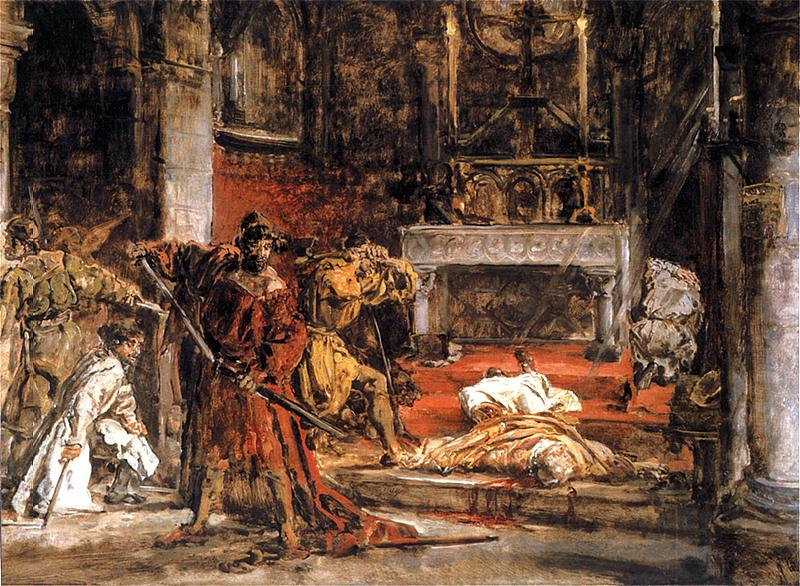
Le meurtre de Stanislas, peinture de Jan Matejko (1892).

En 1078, sur le chemin du retour, il reprendra la Ruthénie rouge. Pendant ce temps, les opposants à Boleslas (soutenus par le Saint-Empire et la Bohême) commencent à dessiner les grandes lignes d’un complot contre le roi qu’ils souhaitent remplacer par son jeune frère Ladislas Herman. Ayant eu vent de la conspiration et soupçonnant Stanislas de Szczepanów, l'évêque de Cracovie, d’en être l’instigateur, il le fait arrêter, juger et condamner à mort. Selon la tradition Boleslas n'hésita pas à massacrer l’évêque Stanislas en plein office religieux alors qu'il se trouvait à l'autel. Face à l’indignation et à la révolte des nobles et des prélats, le monarque est excommunié et, selon la chronique de Gallus Anonymus, doit abandonner la couronne pour s’enfuir à la cour du roi Ladislas Ier de Hongrie, accompagné de son épouse et de son fils Mieszko.
Boleslas meurt en Hongrie vers 1081, dans des circonstances mystérieuses. Son jeune frère, Ladislas Ier Herman, est installé au pouvoir par les magnats dont il est la marionnette. Il renonce au titre de roi de Pologne et reprend le titre de duc.

## Légende
Une fable populaire, existante depuis le Moyen Âge tardif, veut que Boleslas passa le reste de sa vie comme pénitent silencieux dans l'abbaye bénédictine d'Ossiach en Carinthie. Là on trouve une ancienne pierre tombale avec l'écriteau apposé ultérieurement en latin : Rex Boleslaus Polonie occisor sancti Stanislai Epi Cracoviensis (« Boleslas, roi de Pologne, meurtrier de saint Stanislas, évêque de Cracovie »). Des fouilles, effectuées dans les années 1950, ont livré en fait une tombe du XIe siècle. Selon d'autres sources, le roi est enterré à l'abbaye de Tyniec.

## Mariage et descendance
Avant 1069, Boleslas épouse Wyszesława (morte après 1089), fille de Sviatoslav II, grand-prince de Kiev. Ils ont un fils:
- Mieszko Bolesławowic (12 avril 1069-7 janvier 1089).